# Paulo Melo
Paulo César Melo de Sá (Saquarema, 26 de fevereiro de 1957), mais conhecido como Paulo Melo, é um político brasileiro, filiado ao Partido do Movimento Democrático Brasileiro (PMDB). 
Foi vereador de Saquarema, Deputado estadual por 7 mandatos, e duas vezes presidiu a Assembleia Legislativa do Estado do Rio de Janeiro. Tal como governador interino do Rio de Janeiro.  

## Biografia
Em 1990, foi eleito deputado estadual do Rio de Janeiro, sendo reeleito nas eleições posteriores, totalizando sete mandatos consecutivos. Em 2006, foi reeleito deputado estadual do Rio de Janeiro pelo PMDB, com 109.408 votos. Reelegeu-se mais uma vez ao cargo na Alerj, em 2010, com 121.684 votos, novamente pelo PMDB.
Com 66 votos computados em votação da Assembléia Legislativa do Rio de Janeiro no dia 2 de fevereiro de 2011, Paulo Melo foi eleito Presidente da ALERJ, cargo no qual permaneceu até o ano de 2015, quando foi substituído pelo deputado estadual Jorge  Picciani. 
Se reelegeu deputado estadual em 2014 para o mandato 2015–2019, tendo aumentado sua votação pela sétima vez consecutiva, obtendo naquele pleito o total de 125.391 votos em todos os 92 municípios do estado. Em abril de 2015, votou a favor da nomeação de Domingos Brazão para o Tribunal de Contas do Estado do Rio de Janeiro.
Político influente na região dos Lagos, Paulo Melo mantinha um centro social na região. Após a derrota de sua mulher Franciane (PMDB) nas urnas, Melo teria fechado o centro, mas ele nega.
Votou a favor da privatização da Companhia Estadual de Águas e Esgotos do Rio de Janeiro (CEDAE) em 2017. EM 2024, foi candidato a prefeito de Saquarema pelo MDB.

## Início e Atuação Parlamentar
Alfabetizou-se pelo Mobral aos 17 anos e, a partir deste momento, não parou de conquistar novas fronteiras. Elegeu-se primeiramente para a Câmara de Vereadores de Saquarema. Pediu mais um voto de confiança e chegou à Assembléia Legislativa em 1990, com 8.645 votos da Região dos Lagos.
Paulo Melo acumula em sua trajetória política feitos de alto relevo: participou simultaneamente de todas as Comissões instaladas na Alerj; presidiu a Comissão de Constituição e Justiça, a mais importante da Casa, tendo emitido 2.337 pareceres somente no quinto mandato. Já exerceu os cargos de líder do governo e presidente do Conselho de Ética e Decoro Parlamentar. Por sua onipresença nas atividades legislativas Paulo Melo se destacou como o deputado mais atuante da Alerj. Logo que chegou à Assembleia Legislativa do Rio de Janeiro (Alerj), em 1991, presidiu a CPI do extermínio de menores no Rio de Janeiro e na Baixada Fluminense, trabalho que repercutiu internacionalmente.
Graças a sua atuação em defesa dos direitos da criança e do adolescente, conseguiu criar na Alerj a Comissão Permanente “Disque Criança”. Nesse mesmo período, presidiu ainda a CPI da prostituição infantil e do tráfico de crianças na Baixada. Pelo seu empenho nas atividades legislativas foi escolhido como líder do Governo Marcello Alencar, onde foi importante interlocutor entre Legislativo e Executivo, de 96 a 98. Nesse período, presidiu seis comissões permanentes e integrou outras 23.
Como profundo conhecedor das constituições Estadual e Federal, acabou sendo, na mesma ocasião, relator da reforma do Regimento Interno da Alerj. Como líder do governo Sérgio Cabral, Paulo Melo desempenhou papel fundamental na aprovação de 180 leis que transformaram para melhor a vida da população do Rio de Janeiro. Através do trabalho de Paulo Melo foram aprovadas 23 leis que permitiram aos servidores estaduais pertencentes a dezenas de categorias receberem aumentos de até 80%.
Paulo Melo foi o relator das leis 5467 e 5175 que aumentaram o efetivo da Polícia Militar e dos Bombeiros, das leis 5168, 5357 e 5627 que aumentaram o Salário Mínimo Regional, gerando mais renda para as famílias do Rio de Janeiro. Através da lei 5628 foi implantado o primeiro Bilhete Único intermunicipal do Brasil. A marca do trabalho de Paulo Melo está presente neste programa que beneficia a milhares de fluminenses da Região Metropolitana. Através da lei 5380 Paulo Melo pôde dar a atenção que a Zona Oeste merece: foi criada a Uezo – Universidade Estadual da Zona Oeste – dando oportunidade de um ensino público, gratuito e de qualidade aos milhares de habitantes da região. Paulo Melo participou da estruturação da Defensoria Pública do estado, responsável por prover acesso à Justiça aos mais necessitados. Com a aprovação da lei 5101 foi criado o Instituto Estadual do Ambiente, responsável por desenvolver meios para se obter mais eficiência nas políticas estaduais de meio-ambiente, recursos hídricos e florestais. A atuação de Paulo Melo como a voz do governador Sérgio Cabral na Alerj permitiu que se avançasse em inúmeras áreas.

## Controvérsias

### Operação Cadeia Velha
No dia 14 de novembro de 2017, Paulo Melo foi alvo de um mandado de condução coercitiva expedido pelo Tribunal Regional Federal da 2ª Região (TRF-2) no âmbito da Operação Cadeia Velha. O político foi levado coercitivamente para depor na sede da Polícia Federal no Rio de Janeiro, situada no bairro carioca da Saúde. De acordo com as investigações feitas pela força-tarefa da Operação Lava Jato, Melo comandava, em conjunto com Edson Albertassi e Jorge Picciani, um esquema de distribuição de propinas entre deputados estaduais na Assembleia Legislativa do Estado do Rio de Janeiro (Alerj), conhecido como "Caixinha da Fetranspor", visando votos favoráveis a interesses de empresários ligados à Federação das Empresas de Transportes de Passageiros do Estado do Rio de Janeiro (Fetranspor). A operação também mirou Andreia Cardoso do Nascimento, assessora parlamentar e operadora financeira do político.

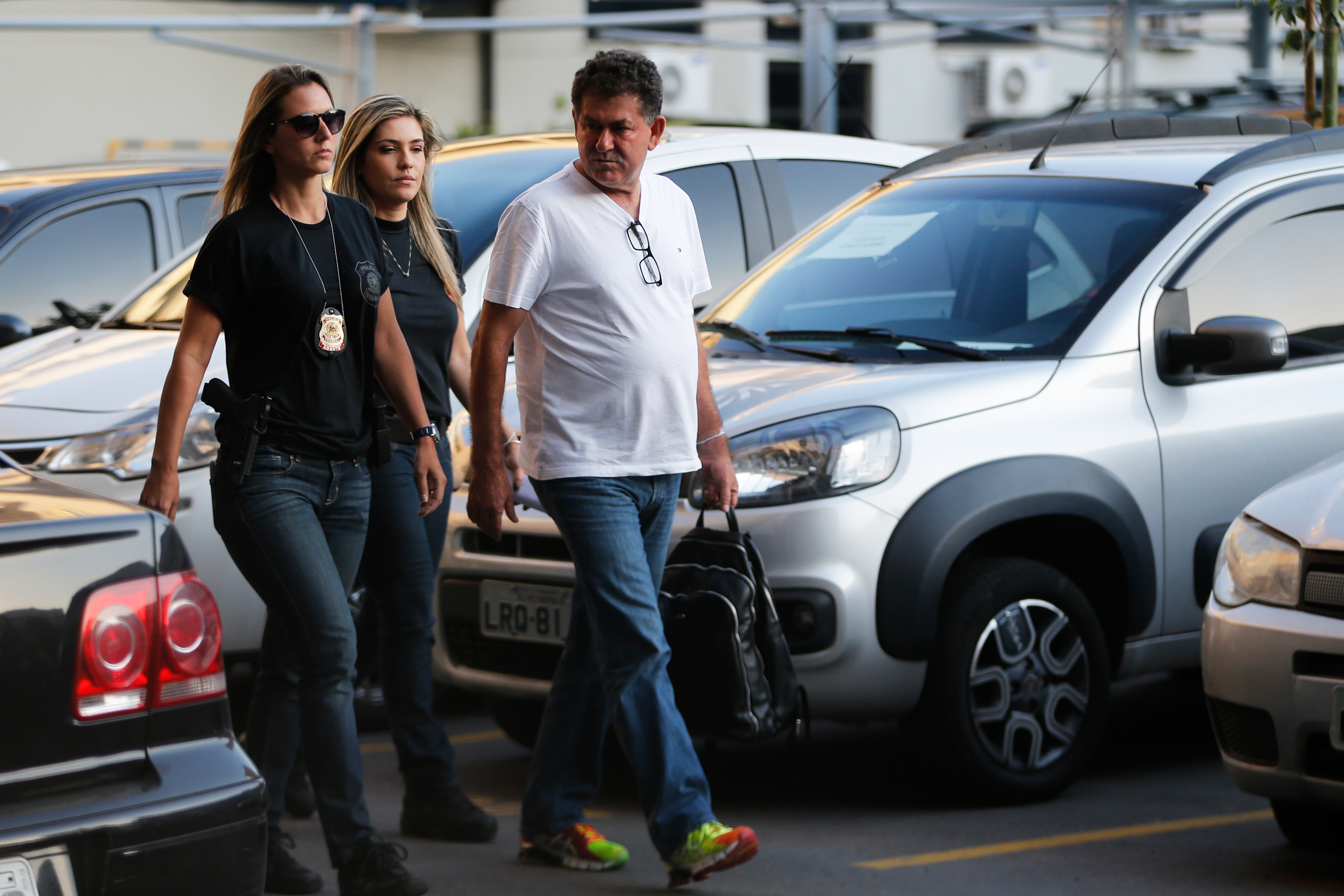
Paulo Melo ao se entregar à Polícia Federal, em 16 de novembro de 2017.

A prisão preventiva de Paulo Melo, bem como as de Edson Albertassi e de Jorge Picciani, foi decidida por desembargadores federais em seção no Tribunal Regional Federal da 2ª Região (TRF-2) ocorrida em 16 de novembro de 2017. Após a expedição do mandado de prisão, Melo entregou-se na sede da Polícia Federal no Rio de Janeiro, sendo posteriormente transferido para a Cadeia Pública José Frederico Marques. No entanto, o político foi solto no dia seguinte após decisão favorável à revogação das prisões preventivas dos deputados estaduais alvos da Operação Cadeia Velha tomada em votação na Assembleia Legislativa do Estado do Rio de Janeiro (Alerj), ocasião em que houvera 39 votos a favor da soltura dos políticos, 19 votos para a manutenção das prisões, 1 abstenção e 11 ausências.
No dia 21 de novembro de 2017, desembargadores do TRF-2 não reconheceram a autoridade da decisão da Assembleia Legislativa e determinaram que Albertassi, Melo e Picciani fossem novamente presos. De acordo com Abel Gomes, relator da ação sobre a Operação Cadeia Velha no TRF-2, a Alerj cometeu duas ilegalidades na sessão do dia 17 de novembro de 2017: uma ao emitir um alvará de soltura para os deputados sem que isso passasse pelo TRF-2; e outra ao ingressar em matéria que não é de sua competência ao deliberar também sobre o afastamento dos deputados quando deveria se pronunciar apenas sobre a prisão. O Grupo de Atribuição Originária Criminal da Procuradoria-Geral de Justiça (GAOCRIM) iniciou duas frentes de investigação, uma para apurar se houve descumprimento de ordem judicial no caso e outra para verificar uma possível prevaricação do diretor da Cadeia Pública José Frederico Marques, responsável pela liberação dos políticos da penitenciária. Os deputados haviam deixado a unidade prisional em um carro oficial da Alerj.

### Operação Furna da Onça
No dia 8 de novembro de 2018, um novo mandado de prisão preventiva contra Paulo Melo foi expedido pelo Tribunal Regional Federal da 2ª Região (TRF-2) no âmbito da Operação Furna da Onça.

### Operação Sete da Sorte
Em 25 de julho de 2025, foi alvo de investigação da Operação Sete da Sorte, que investiga exploração de jogos ilegais (caça-níqueis) e  lavagem de dinheiro.